# Malé (Itália)
Malé é uma comuna italiana da região do Trentino-Alto Ádige, província de Trento, com cerca de 2.138 habitantes. Estende-se por uma área de 26 km², tendo uma densidade populacional de 82 hab/km². Faz divisa com Rabbi, Bresimo, Caldes, Cles, Terzolas, Croviana, Commezzadura, Monclassico e Dimaro.